# Polana putara
Polana putara är en insektsart som beskrevs av Delong 1979. Polana putara ingår i släktet Polana och familjen dvärgstritar. Inga underarter finns listade i Catalogue of Life.